# Prionapterus suspectus
Prionapterus suspectus là một loài bọ cánh cứng trong họ Cerambycidae.